# Håtuna distrikt
Håtuna distrikt är ett distrikt i Upplands-Bro kommun och Stockholms län. 
Distriktet ligger i nordvästra delen av kommunen.

## Tidigare administrativ tillhörighet
Distriktet inrättades 2016 och utgörs av socknen Håtuna i Upplands-Bro kommun.
Området motsvarar den omfattning Håtuna församling hade vid årsskiftet 1999/2000.